# شون كوستيلو
شون كوستيلو (بالإنجليزية: Sean Costello)‏ هو عازف قيثارة وموسيقي أمريكي، ولد في 16 أبريل 1979 في فيلادلفيا في الولايات المتحدة، وتوفي في 15 أبريل 2008 في أتلانتا في الولايات المتحدة.

## وصلات خارجية
- شون كوستيلو على موقع ميوزك برينز (الإنجليزية)
- شون كوستيلو على موقع أول ميوزيك (الإنجليزية)
- شون كوستيلو على موقع ديسكوغز (الإنجليزية)